# Миленко Брковић Црни
Миленко Брковић Црни (Брињани, код Кутине, 25. децембар 1912 — Краљевица, код Зајечара, 18. септембар 1941) био је учесник Народноослободилачке борбе и народни херој Југославије.

## Биографија
Рођен је од оца Лазе и мајке Маре, који су се доселили из околине Глине и који су поред Миленка, имали још осморо синова и кћери.
Основну школу похађао је у суседном селу Ступовачи од 1920. до 1924. године. Даље школовање условиле су лоше материјалне прилике будући да је Миленка и децу после смрти супруге, 1914. чувао само отац Лазо.
У својој 13. години Миленко се пријавио Друштву "Привредник" које је посредовало у упућивању сиромашне деце у трговину или на занат, па Миленко одлази у Београд на обућарски занат. 
Пре Другог светског рата је радио као обућарски радник.
Још као обућарски радник укључује се у општу борбу радничке класе против ненародне власти. Упознаје Филипа Кљајића, Петра Велебита и друге истакнуте партијске и синдикалне функционере.  Ради на организовању радника у класне синдикате, агитује, обилази терен, говори о борби шпанских родољуба против генерала Франка, о опасностима фашизма. Један је од најпознатијих активиста у Спортском клубу „Раднички” који окупља напредну омладину. Члан Комунистичке партије Југославије је од 1938. године.
Крајем 1938. београдска полиција, не знајући где је тачно Миленко рођен, за њим расписује потерницу коју доставља Окружном начелству у Бјеловару са наредбом да га одмах у селу Бриње пронађу и ухапсе. Они одговарају да нису у могућности јер се место Бриње налази у Лици. 
Половином 1939. мобилисан је и послат на вежбу у гарнизон у Бјеловару.
Учесник Народноослободилачке борбе је од 1941. године. У пролеће 1941. је на илегалном раду у Крижевцима, где је једне ноћи ухапшен.
У мају 1941. Покрајински комитет КПЈ за Србију донео је одлуку се за секретара Окружног комитета КПЈ  за Зајечар постави Миленко Брковић, који се тада налазио у родном селу Брињани, срез Кутина, где се склонио након бекства из затвора у Бјеловару.
Током лета те 1941. године радио неуморно на организацији устанка и формирању партизанских одреда. Већ 30. јуна се оснива на месту званом Баре, локално Балц, у подножју Малиника изнад села Подгорац Бољевачки партизански одред. На месту Шуљевац између Метриша и Брусника 1. августа формиран је Крајински партизански одред, а 8. августа на месту Караџин код села Штрпца Заглавско−тимочки одред. Одреди су се брзо омасовљавали и почели са акцијама и нападима на руднике, железничке станице, телеграфске и телефонске линије и саобраћајне објекте.
Приликом једног илегалног путовања возом за Књажевац, 13. септембра 1941. године, био је ухапшен и спроведен у Зајечар. После неколико дана мучења у полицији, пошто ништа није желео да ода, обешен је 18. септембра 1941. на Краљевици у Зајечару. Сахрањен је у спомен-костурници на гробљу у Зајечару.
Указом Председништва АВНОЈ-а постхумно је 6. јула 1945. одликован Орденом заслуга за народ првог реда. Указом Президијума Народне скупштине ФНР Југославије, 5. јула 1951. проглашен је за народног хероја.